# Прва румунска школа
Прва румунска школа је румунски национални књижевни музеј у насељу Стари Брашов. 
Музеј има око 4.000 старих књига и више од 30.000 документа, углавном на црквенословенском. 
Зграда школе је подигнута 1495. године. Према индиректним доказима, црквена школа је на месту деловала још 1390. године у време папе Бонифација IX, а према другим подацима чак и у 11.-12. веку. 
У типографији Брашова ђакон Кореси исписује прве књиге на латинском језику 1556-1583. Претходни ђакон Коресије био је шегрт српског штампара Димитрија Љубавића у штампарији у Трговишту, где је изашло Трговишко јеванђеље, након чега:
1. Протојереј Флора Баран овде пише прву латиницу за потребе локалне секуларне школе 1724. године.
2. Димитрије Евстатиев (1730-1796) штампа прву румунску граматику 1757. године у локалној типографији. 